# 赵华龄
赵华龄（1922年—？），江苏泰兴人。中华人民共和国政治人物。

## 生平
1947年，毕业于上海暨南大学工商管理系。1950年，在轻工业部门从事经济工作，历任轻工业部计划司、食品工业局处长等职。1990年1月25日，成立轻工业部发展战略研究中心，担任研究员。